# Hans Kujath

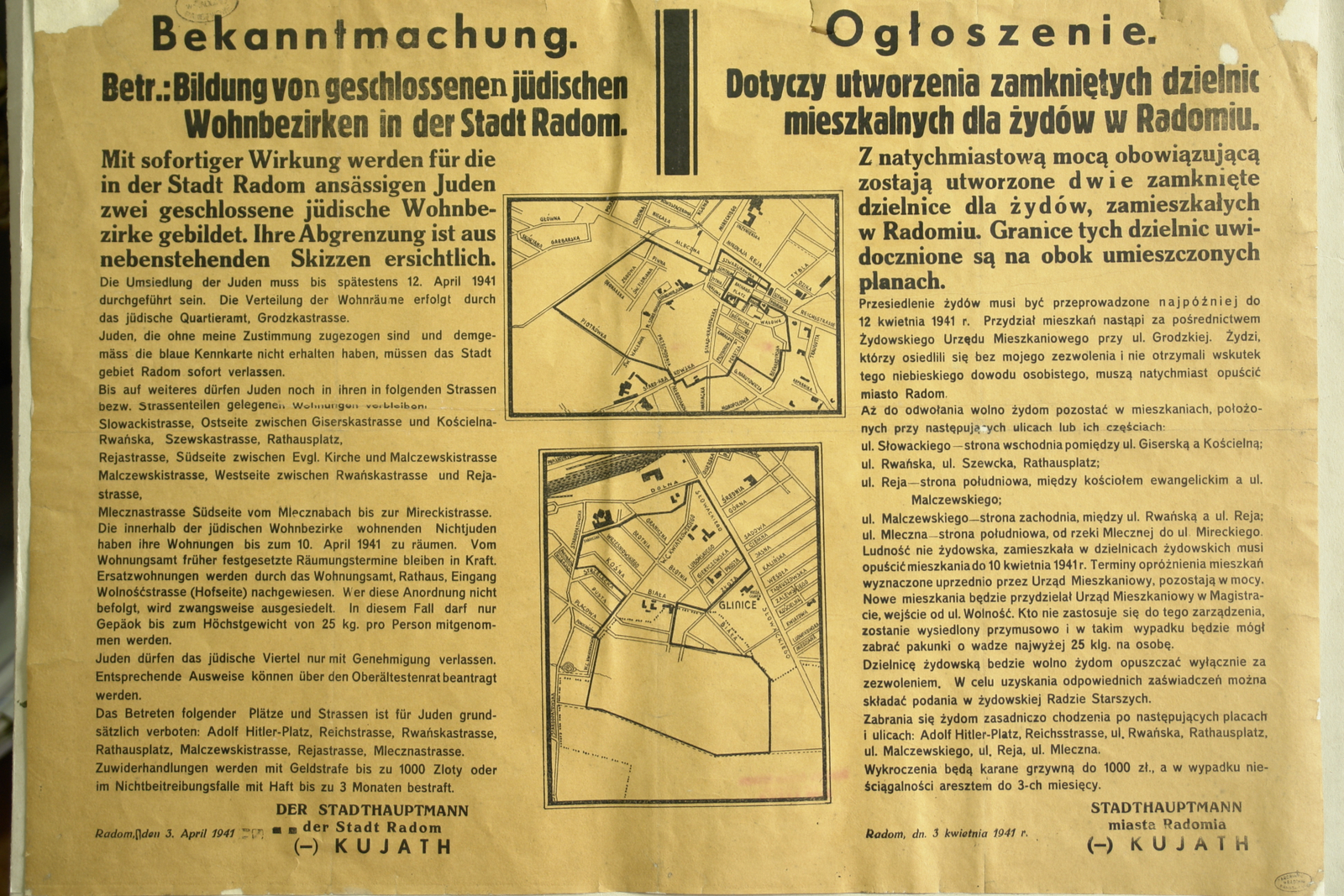
Bekanntmachung vom 3. April 1941 über die Bildung von Ghettos in der Stadt Radom durch Stadthauptmann Hans Kujath.

Hans Kujath (* 9. April 1907 in Ottoburg in Hinterpommern (heute Bezmoście in der Woiwodschaft Westpommern); † 22. Oktober 1963 in Donauwörth) war ein deutscher Jurist und Nationalsozialist. Im deutsch besetzten Polen war Kujath als Kreis- und Stadthauptmann tätig.

## Leben
Kujath, Sohn eines Gutsherrn, beendete seine Schullaufbahn 1926 mit dem Abitur. Danach absolvierte Kujath ein Studium der Rechtswissenschaften an den Universitäten Freiburg, Bonn, Berlin sowie zuletzt Königsberg, das er Ende Januar 1932 mit dem ersten Staatsexamen abschloss. Sein Referendariat musste Kujath aus Geldmangel zweimal unterbrechen, ehe er das zweite Staatsexamen ablegte. Kujath war zuvor 1933 für mehrere Monate hilfsweise bei der Stadtverwaltung in Eberswalde tätig und war nach dem Assessorexamen 1936 als Rechtsanwalt beschäftigt.
Der NSDAP trat er zum 1. November 1932 bei (Mitgliedsnummer 1.362.040) und wurde später auch Mitglied der SS (SS-Nummer 432.143). Bei der SS erreichte Kujath im August 1941 den Rang eines SS-Hauptsturmführers. Kujath betätigte sich zudem als Gaufachgruppenleiter für die Kurmark und Berlin.
Nach Ausbruch des Zweiten Weltkrieges wurde Kujath in die Verwaltung des Generalgouvernements aufgenommen. Dort leitete er zunächst im Distrikt Radom die Abteilung Vermögensverwaltung und ab Januar 1940 die Abteilung Innere Verwaltung, Distriktgouverneur war Karl Lasch. Im Juni 1940 wurde Kujath Stadthauptmann von Radom. Im August 1941 wechselte er in den Distrikt Galizien und war dort als Stadthauptmann von Lemberg tätig, ehe er von Egon Höller im Februar 1942 in dieser Funktion abgelöst wurde. Kurz nach Amtsantritt als Lemberger Stadthauptmann ließ Kujath durch jüdische Arbeitskräfte die Leichen der NKWD-Opfer aus den Haftstätten Lembergs bergen. Kujath war an der Einrichtung des Ghettos in Radom und Lemberg beteiligt.
Am 20. April 1942 wurde Kujath als Nachfolger von Gerhard Littschwager Kreishauptmann von Czortków und war dort bis zum Februar 1944 tätig. Im April 1943 beantragte der Höhere SS- und Polizeiführer im Generalgouvernement Friedrich-Wilhelm Krüger die Versetzung von Kujath, Höller und Nehring zur Waffen-SS, da er bei ihnen die richtige SS-Einstellung vermisste. Dieses Ansinnen wurde jedoch vom Leiter des SS-Hauptamts Gottlob Berger zurückgewiesen. Ende September 1944 wurde Kujath noch zur Waffen-SS eingezogen und geriet im Mai 1945 in Kriegsgefangenschaft, aus der er im August 1947 entlassen wurde. Ein gegen ihn eingeleitetes Spruchkammerverfahren wurde Ende Februar 1950 in Bielefeld eingestellt. Kujath wurde am 25. März 1952 als Mitläufer entnazifiziert. Kujath betätigte sich danach als Rechtsanwalt. Ein gegen Kujath eingeleitetes Ermittlungsverfahren wurde nach seinem Tod durch die Staatsanwaltschaft Hamburg eingestellt.